# Gastón Bojanich
Gastón Darío Bojanich (Buenos Aires, 23 aprile 1985) è un calciatore argentino, difensore del Villa Dálmine.

## Caratteristiche tecniche
È un difensore centrale.

## Carriera
Cresciuto nelle giovanili di Gen. Lamadrid e Barracas Central.